# Eleições presidenciais de 2016 em Vila Nova de Famalicão

## Resultados Oficiais
| Candidato               | Candidato                | Votos   | %               |
| ----------------------- | ------------------------ | ------- | --------------- |
|                         | Marcelo Rebelo de Sousa  | 36 833  | 55,60 / 100,00  |
|                         | António Sampaio da Nóvoa | 15 499  | 23,39 / 100,00  |
|                         | Marisa Matias            | 5 725   | 8,64 / 100,00   |
|                         | Maria de Belém Roseira   | 2 648   | 4,00 / 100,00   |
|                         | Vitorino Silva           | 2 497   | 3,77 / 100,00   |
|                         | Edgar Silva              | 1 136   | 1,71 / 100,00   |
|                         | Paulo de Morais          | 1 077   | 1,63 / 100,00   |
|                         | Henrique Neto            | 441     | 0,67 / 100,00   |
|                         | Jorge Sequeira           | 252     | 0,38 / 100,00   |
|                         | Cândido Ferreira         | 142     | 0,21 / 100,00   |
| Votos Inválidos         | Votos Inválidos          | 1 109   | 1,65 / 100,00   |
| Total                   | Total                    | 67 359  | 100,00 / 100,00 |
| Eleitorado/Participação | Eleitorado/Participação  | 118 949 | 56,63 / 100,00  |

## Resultados por Freguesia
Os resultados dos candidatos por freguesia foram os seguintes:
| Freguesia                           | %     | %     | %     | %    | %    | %    | %    | %    | %    | %    | Votantes |
| Freguesia                           | MRS   | ASN   | MM    | MBR  | VS   | ES   | PM   | HN   | JS   | CF   | Votantes |
| ----------------------------------- | ----- | ----- | ----- | ---- | ---- | ---- | ---- | ---- | ---- | ---- | -------- |
| Antas e Abade de Vermoim            | 57,06 | 23,85 | 7,61  | 3,65 | 2,96 | 1,29 | 2,38 | 0,57 | 0,46 | 0,17 | 3 502    |
| Arnoso e Sezures                    | 55,02 | 21,30 | 9,82  | 3,26 | 5,52 | 1,82 | 1,38 | 0,94 | 0,66 | 0,28 | 1 828    |
| Avidos e Lagoa                      | 53,61 | 26,99 | 7,30  | 4,80 | 3,43 | 1,17 | 1,39 | 0,88 | 0,29 | 0,15 | 1 381    |
| Bairro                              | 54,13 | 24,75 | 7,85  | 5,02 | 2,83 | 2,48 | 1,33 | 0,69 | 0,87 | 0,06 | 1 760    |
| Brufe                               | 54,68 | 24,64 | 7,19  | 4,41 | 3,60 | 2,07 | 1,44 | 1,71 | 0    | 0,27 | 1 131    |
| Carreira e Bente                    | 52,15 | 26,71 | 8,13  | 4,94 | 3,03 | 3,67 | 0,80 | 0,24 | 0,16 | 0,16 | 1 257    |
| Castelões                           | 50,46 | 22,61 | 11,20 | 4,83 | 6,89 | 1,13 | 1,75 | 0,62 | 0,31 | 0,21 | 996      |
| Cruz                                | 56,94 | 23,91 | 7,80  | 4,26 | 2,33 | 1,22 | 1,72 | 1,11 | 0,71 | 0    | 1 010    |
| Delães                              | 44,35 | 28,21 | 11,71 | 6,87 | 3,90 | 2,50 | 1,15 | 0,73 | 0,31 | 0,26 | 1 961    |
| Esmeriz e Cabeçudos                 | 57,66 | 27,57 | 7,03  | 2,03 | 2,58 | 0,77 | 1,65 | 0,49 | 0,16 | 0,05 | 1 832    |
| Fradelos                            | 61,33 | 18,23 | 6,51  | 3,93 | 6,81 | 0,61 | 1,72 | 0,61 | 0,06 | 0,18 | 1 678    |
| Gavião                              | 57,72 | 25,44 | 7,31  | 2,80 | 3,26 | 0,98 | 1,45 | 0,52 | 0,26 | 0,26 | 1 966    |
| Gondifelos, Cavalões e Outiz        | 65,17 | 15,85 | 6,86  | 3,39 | 4,92 | 0,72 | 1,65 | 1,14 | 0,17 | 0,13 | 2 401    |
| Joane                               | 55,57 | 22,66 | 10,15 | 4,10 | 3,26 | 1,10 | 1,67 | 0,74 | 0,56 | 0,20 | 4 148    |
| Landim                              | 55,16 | 27,54 | 7,14  | 4,11 | 2,60 | 0,79 | 1,01 | 0,94 | 0,29 | 0,43 | 1 412    |
| Lemenhe, Mouquim e Jesufrei         | 61,39 | 18,96 | 9,22  | 3,88 | 3,54 | 0,99 | 0,99 | 0,23 | 0,58 | 0,23 | 1 763    |
| Louro                               | 57,77 | 22,84 | 7,69  | 5,61 | 2,72 | 0,48 | 1,52 | 0,24 | 0,72 | 0,40 | 1 276    |
| Lousado                             | 48,12 | 28,88 | 9,49  | 4,28 | 4,48 | 1,82 | 1,82 | 0,42 | 0,57 | 0,10 | 1 951    |
| Mogege                              | 56,43 | 20,47 | 11,55 | 3,14 | 4,15 | 1,82 | 1,42 | 0,61 | 0,10 | 0,30 | 1 007    |
| Nine                                | 54,90 | 23,91 | 9,13  | 3,54 | 4,43 | 1,43 | 1,70 | 0,48 | 0,14 | 0,34 | 1 495    |
| Oliveira (Santa Maria)              | 46,62 | 27,03 | 12,89 | 4,66 | 3,86 | 2,50 | 1,25 | 0,45 | 0,34 | 0,40 | 1 786    |
| Oliveira (São Mateus)               | 45,87 | 27,58 | 9,62  | 4,69 | 2,94 | 7,39 | 0,95 | 0,40 | 0,40 | 0,16 | 1 275    |
| Pedome                              | 42,84 | 28,26 | 11,83 | 5,50 | 3,94 | 5,78 | 0,83 | 0,28 | 0,46 | 0,28 | 1 104    |
| Pousada de Saramagos                | 48,47 | 24,96 | 10,53 | 6,37 | 4,24 | 2,55 | 1,53 | 0,85 | 0,17 | 0,34 | 1 200    |
| Requião                             | 62,07 | 20,28 | 7,66  | 3,06 | 3,80 | 0,80 | 1,23 | 0,43 | 0,43 | 0,25 | 1 659    |
| Riba de Ave                         | 45,95 | 27,51 | 11,02 | 4,74 | 2,80 | 5,31 | 1,77 | 0,57 | 0,11 | 0,23 | 1 782    |
| Ribeirão                            | 64,38 | 16,30 | 7,46  | 3,09 | 5,29 | 0,91 | 1,33 | 0,56 | 0,54 | 0,14 | 4 366    |
| Ruivães e Novais                    | 45,79 | 29,29 | 10,21 | 6,29 | 4,11 | 1,35 | 1,41 | 0,71 | 0,71 | 0,13 | 1 592    |
| Seide                               | 61,22 | 19,27 | 8,84  | 4,20 | 2,83 | 0,34 | 0,91 | 0,79 | 0,91 | 0,68 | 903      |
| Vale (São Cosme), Telhado e Portela | 64,26 | 17,50 | 6,74  | 3,83 | 4,31 | 1,47 | 0,96 | 0,37 | 0,26 | 0,29 | 2 714    |
| Vale (São Martinho)                 | 59,45 | 23,35 | 7,31  | 2,50 | 3,12 | 0,71 | 2,05 | 0,71 | 0,53 | 0,27 | 1 143    |
| Vermoim                             | 54,25 | 26,41 | 8,05  | 3,11 | 4,61 | 1,56 | 0,91 | 0,84 | 0,06 | 0,19 | 1 570    |
| Vila Nova de Famalicão e Calendário | 54,83 | 24,65 | 8,30  | 3,51 | 2,91 | 1,78 | 2,71 | 0,86 | 0,27 | 0,18 | 9 821    |
| Vilarinho das Cambas                | 63,92 | 16,64 | 7,22  | 4,42 | 5,15 | 0,59 | 0,88 | 0,15 | 0,74 | 0,29 | 689      |
| Vila Nova de Famalicão              | 55,60 | 23,39 | 8,64  | 4,00 | 3,77 | 1,71 | 1,63 | 0,67 | 0,38 | 0,21 | 67 539   |

#### Antas e Abade de Vermoim
| Candidato               | Candidato                | Votos | %               |
| ----------------------- | ------------------------ | ----- | --------------- |
|                         | Marcelo Rebelo de Sousa  | 1 988 | 57,06 / 100,00  |
|                         | António Sampaio da Nóvoa | 831   | 23,85 / 100,00  |
|                         | Marisa Matias            | 265   | 7,61 / 100,00   |
|                         | Maria de Belém Roseira   | 127   | 3,65 / 100,00   |
|                         | Vitorino Silva           | 103   | 2,96 / 100,00   |
|                         | Edgar Silva              | 83    | 2,38 / 100,00   |
|                         | Paulo de Morais          | 45    | 1,29 / 100,00   |
|                         | Henrique Neto            | 20    | 0,57 / 100,00   |
|                         | Jorge Sequeira           | 16    | 0,46 / 100,00   |
|                         | Cândido Ferreira         | 6     | 0,17 / 100,00   |
| Votos Inválidos         | Votos Inválidos          | 18    | 0,51 / 100,00   |
| Total                   | Total                    | 3 502 | 100,00 / 100,00 |
| Eleitorado/Participação | Eleitorado/Participação  | 6 195 | 56,53 / 100,00  |

#### Arnoso e Sezures
| Candidato               | Candidato                | Votos | %               |
| ----------------------- | ------------------------ | ----- | --------------- |
|                         | Marcelo Rebelo de Sousa  | 997   | 55,02 / 100,00  |
|                         | António Sampaio da Nóvoa | 386   | 21,30 / 100,00  |
|                         | Marisa Matias            | 178   | 9,82 / 100,00   |
|                         | Vitorino Silva           | 100   | 5,52 / 100,00   |
|                         | Maria de Belém Roseira   | 59    | 3,26 / 100,00   |
|                         | Edgar Silva              | 33    | 1,82 / 100,00   |
|                         | Paulo de Morais          | 25    | 1,38 / 100,00   |
|                         | Henrique Neto            | 17    | 0,94 / 100,00   |
|                         | Jorge Sequeira           | 12    | 0,66 / 100,00   |
|                         | Cândido Ferreira         | 5     | 0,28 / 100,00   |
| Votos Inválidos         | Votos Inválidos          | 16    | 0,88 / 100,00   |
| Total                   | Total                    | 1 828 | 100,00 / 100,00 |
| Eleitorado/Participação | Eleitorado/Participação  | 3 218 | 56,81 / 100,00  |

#### Avidos e Lagoa
| Candidato               | Candidato                | Votos | %               |
| ----------------------- | ------------------------ | ----- | --------------- |
|                         | Marcelo Rebelo de Sousa  | 735   | 53,61 / 100,00  |
|                         | António Sampaio da Nóvoa | 370   | 26,99 / 100,00  |
|                         | Marisa Matias            | 107   | 7,80 / 100,00   |
|                         | Maria de Belém Roseira   | 59    | 4,30 / 100,00   |
|                         | Vitorino Silva           | 47    | 3,43 / 100,00   |
|                         | Paulo de Morais          | 19    | 1,39 / 100,00   |
|                         | Edgar Silva              | 16    | 1,17 / 100,00   |
|                         | Henrique Neto            | 12    | 0,88 / 100,00   |
|                         | Jorge Sequeira           | 4     | 0,29 / 100,00   |
|                         | Cândido Ferreira         | 2     | 0,15 / 100,00   |
| Votos Inválidos         | Votos Inválidos          | 10    | 0,72 / 100,00   |
| Total                   | Total                    | 1 381 | 100,00 / 100,00 |
| Eleitorado/Participação | Eleitorado/Participação  | 2 292 | 60,25 / 100,00  |

#### Bairro
| Candidato               | Candidato                | Votos | %               |
| ----------------------- | ------------------------ | ----- | --------------- |
|                         | Marcelo Rebelo de Sousa  | 938   | 54,13 / 100,00  |
|                         | António Sampaio da Nóvoa | 429   | 24,75 / 100,00  |
|                         | Marisa Matias            | 136   | 7,85 / 100,00   |
|                         | Maria de Belém Roseira   | 87    | 5,02 / 100,00   |
|                         | Vitorino Silva           | 49    | 2,83 / 100,00   |
|                         | Edgar Silva              | 43    | 2,48 / 100,00   |
|                         | Paulo de Morais          | 23    | 1,33 / 100,00   |
|                         | Jorge Sequeira           | 15    | 0,87 / 100,00   |
|                         | Henrique Neto            | 12    | 0,69 / 100,00   |
|                         | Cândido Ferreira         | 1     | 0,06 / 100,00   |
| Votos Inválidos         | Votos Inválidos          | 27    | 0,72 / 100,00   |
| Total                   | Total                    | 1 760 | 100,00 / 100,00 |
| Eleitorado/Participação | Eleitorado/Participação  | 3 248 | 54,19 / 100,00  |

#### Brufe
| Candidato               | Candidato                | Votos | %               |
| ----------------------- | ------------------------ | ----- | --------------- |
|                         | Marcelo Rebelo de Sousa  | 608   | 54,68 / 100,00  |
|                         | António Sampaio da Nóvoa | 274   | 24,64 / 100,00  |
|                         | Marisa Matias            | 80    | 7,19 / 100,00   |
|                         | Maria de Belém Roseira   | 49    | 4,41 / 100,00   |
|                         | Vitorino Silva           | 40    | 3,60 / 100,00   |
|                         | Edgar Silva              | 23    | 2,07 / 100,00   |
|                         | Henrique Neto            | 19    | 1,71 / 100,00   |
|                         | Paulo de Morais          | 16    | 1,44 / 100,00   |
|                         | Cândido Ferreira         | 3     | 0,27 / 100,00   |
|                         | Jorge Sequeira           | 0     | 0,00 / 100,00   |
| Votos Inválidos         | Votos Inválidos          | 19    | 1,68 / 100,00   |
| Total                   | Total                    | 1 131 | 100,00 / 100,00 |
| Eleitorado/Participação | Eleitorado/Participação  | 2 018 | 56,05 / 100,00  |

#### Carreira e Bente
| Candidato               | Candidato                | Votos | %               |
| ----------------------- | ------------------------ | ----- | --------------- |
|                         | Marcelo Rebelo de Sousa  | 654   | 52,15 / 100,00  |
|                         | António Sampaio da Nóvoa | 335   | 26,71 / 100,00  |
|                         | Marisa Matias            | 102   | 8,13 / 100,00   |
|                         | Maria de Belém Roseira   | 62    | 4,94 / 100,00   |
|                         | Edgar Silva              | 46    | 3,67 / 100,00   |
|                         | Vitorino Silva           | 38    | 3,03 / 100,00   |
|                         | Paulo de Morais          | 10    | 0,80 / 100,00   |
|                         | Henrique Neto            | 3     | 0,24 / 100,00   |
|                         | Jorge Sequeira           | 2     | 0,16 / 100,00   |
|                         | Cândido Ferreira         | 2     | 0,16 / 100,00   |
| Votos Inválidos         | Votos Inválidos          | 3     | 0,24 / 100,00   |
| Total                   | Total                    | 1 257 | 100,00 / 100,00 |
| Eleitorado/Participação | Eleitorado/Participação  | 2 406 | 52,24 / 100,00  |

#### Castelões
| Candidato               | Candidato                | Votos | %               |
| ----------------------- | ------------------------ | ----- | --------------- |
|                         | Marcelo Rebelo de Sousa  | 491   | 50,46 / 100,00  |
|                         | António Sampaio da Nóvoa | 220   | 22,61 / 100,00  |
|                         | Marisa Matias            | 109   | 11,20 / 100,00  |
|                         | Vitorino Silva           | 67    | 6,89 / 100,00   |
|                         | Maria de Belém Roseira   | 47    | 4,83 / 100,00   |
|                         | Paulo de Morais          | 17    | 1,75 / 100,00   |
|                         | Edgar Silva              | 11    | 1,13 / 100,00   |
|                         | Henrique Neto            | 6     | 0,62 / 100,00   |
|                         | Jorge Sequeira           | 3     | 0,31 / 100,00   |
|                         | Cândido Ferreira         | 2     | 0,21 / 100,00   |
| Votos Inválidos         | Votos Inválidos          | 23    | 2,31 / 100,00   |
| Total                   | Total                    | 996   | 100,00 / 100,00 |
| Eleitorado/Participação | Eleitorado/Participação  | 1 756 | 56,72 / 100,00  |

#### Cruz
| Candidato               | Candidato                | Votos | %               |
| ----------------------- | ------------------------ | ----- | --------------- |
|                         | Marcelo Rebelo de Sousa  | 562   | 56,94 / 100,00  |
|                         | António Sampaio da Nóvoa | 236   | 23,91 / 100,00  |
|                         | Marisa Matias            | 77    | 7,80 / 100,00   |
|                         | Maria de Belém Roseira   | 42    | 4,26 / 100,00   |
|                         | Vitorino Silva           | 23    | 2,33 / 100,00   |
|                         | Paulo de Morais          | 17    | 1,72 / 100,00   |
|                         | Edgar Silva              | 12    | 1,22 / 100,00   |
|                         | Henrique Neto            | 11    | 1,11 / 100,00   |
|                         | Jorge Sequeira           | 7     | 0,71 / 100,00   |
|                         | Cândido Ferreira         | 0     | 0,00 / 100,00   |
| Votos Inválidos         | Votos Inválidos          | 23    | 2,27 / 100,00   |
| Total                   | Total                    | 1 010 | 100,00 / 100,00 |
| Eleitorado/Participação | Eleitorado/Participação  | 1 479 | 68,29 / 100,00  |

#### Delães
| Candidato               | Candidato                | Votos | %               |
| ----------------------- | ------------------------ | ----- | --------------- |
|                         | Marcelo Rebelo de Sousa  | 852   | 44,35 / 100,00  |
|                         | António Sampaio da Nóvoa | 542   | 28,21 / 100,00  |
|                         | Marisa Matias            | 225   | 11,71 / 100,00  |
|                         | Maria de Belém Roseira   | 132   | 6,87 / 100,00   |
|                         | Vitorino Silva           | 75    | 3,90 / 100,00   |
|                         | Edgar Silva              | 48    | 2,50 / 100,00   |
|                         | Paulo de Morais          | 22    | 1,15 / 100,00   |
|                         | Henrique Neto            | 14    | 0,73 / 100,00   |
|                         | Jorge Sequeira           | 6     | 0,31 / 100,00   |
|                         | Cândido Ferreira         | 5     | 0,26 / 100,00   |
| Votos Inválidos         | Votos Inválidos          | 40    | 2,04 / 100,00   |
| Total                   | Total                    | 1 961 | 100,00 / 100,00 |
| Eleitorado/Participação | Eleitorado/Participação  | 3 702 | 52,97 / 100,00  |

#### Esmeriz e Cabeçudos
| Candidato               | Candidato                | Votos | %               |
| ----------------------- | ------------------------ | ----- | --------------- |
|                         | Marcelo Rebelo de Sousa  | 1 050 | 57,66 / 100,00  |
|                         | António Sampaio da Nóvoa | 502   | 27,57 / 100,00  |
|                         | Marisa Matias            | 128   | 7,03 / 100,00   |
|                         | Vitorino Silva           | 47    | 2,58 / 100,00   |
|                         | Maria de Belém Roseira   | 37    | 2,03 / 100,00   |
|                         | Paulo de Morais          | 30    | 1,65 / 100,00   |
|                         | Edgar Silva              | 14    | 0,77 / 100,00   |
|                         | Henrique Neto            | 9     | 0,49 / 100,00   |
|                         | Jorge Sequeira           | 3     | 0,16 / 100,00   |
|                         | Cândido Ferreira         | 1     | 0,05 / 100,00   |
| Votos Inválidos         | Votos Inválidos          | 11    | 0,60 / 100,00   |
| Total                   | Total                    | 1 832 | 100,00 / 100,00 |
| Eleitorado/Participação | Eleitorado/Participação  | 3 122 | 58,68 / 100,00  |

#### Fradelos
| Candidato               | Candidato                | Votos | %               |
| ----------------------- | ------------------------ | ----- | --------------- |
|                         | Marcelo Rebelo de Sousa  | 999   | 61,33 / 100,00  |
|                         | António Sampaio da Nóvoa | 297   | 18,23 / 100,00  |
|                         | Vitorino Silva           | 111   | 6,81 / 100,00   |
|                         | Marisa Matias            | 106   | 6,51 / 100,00   |
|                         | Maria de Belém Roseira   | 64    | 3,93 / 100,00   |
|                         | Paulo de Morais          | 28    | 1,72 / 100,00   |
|                         | Edgar Silva              | 10    | 0,61 / 100,00   |
|                         | Henrique Neto            | 10    | 0,61 / 100,00   |
|                         | Cândido Ferreira         | 3     | 0,18 / 100,00   |
|                         | Jorge Sequeira           | 1     | 0,06 / 100,00   |
| Votos Inválidos         | Votos Inválidos          | 49    | 2,92 / 100,00   |
| Total                   | Total                    | 1 678 | 100,00 / 100,00 |
| Eleitorado/Participação | Eleitorado/Participação  | 3 296 | 50,91 / 100,00  |

#### Gavião
| Candidato               | Candidato                | Votos | %               |
| ----------------------- | ------------------------ | ----- | --------------- |
|                         | Marcelo Rebelo de Sousa  | 1 114 | 57,72 / 100,00  |
|                         | António Sampaio da Nóvoa | 491   | 25,44 / 100,00  |
|                         | Marisa Matias            | 141   | 7,31 / 100,00   |
|                         | Vitorino Silva           | 63    | 3,26 / 100,00   |
|                         | Maria de Belém Roseira   | 54    | 2,80 / 100,00   |
|                         | Paulo de Morais          | 28    | 1,45 / 100,00   |
|                         | Edgar Silva              | 19    | 0,98 / 100,00   |
|                         | Henrique Neto            | 10    | 0,52 / 100,00   |
|                         | Cândido Ferreira         | 5     | 0,26 / 100,00   |
|                         | Jorge Sequeira           | 5     | 0,26 / 100,00   |
| Votos Inválidos         | Votos Inválidos          | 36    | 1,83 / 100,00   |
| Total                   | Total                    | 1 966 | 100,00 / 100,00 |
| Eleitorado/Participação | Eleitorado/Participação  | 3 350 | 58,69 / 100,00  |

#### Gondifelos, Cavalões e Outiz
| Candidato               | Candidato                | Votos | %               |
| ----------------------- | ------------------------ | ----- | --------------- |
|                         | Marcelo Rebelo de Sousa  | 1 538 | 65,17 / 100,00  |
|                         | António Sampaio da Nóvoa | 374   | 15,85 / 100,00  |
|                         | Marisa Matias            | 162   | 6,86 / 100,00   |
|                         | Vitorino Silva           | 116   | 4,92 / 100,00   |
|                         | Maria de Belém Roseira   | 80    | 3,39 / 100,00   |
|                         | Paulo de Morais          | 39    | 1,65 / 100,00   |
|                         | Henrique Neto            | 27    | 1,14 / 100,00   |
|                         | Edgar Silva              | 17    | 0,72 / 100,00   |
|                         | Jorge Sequeira           | 4     | 0,17 / 100,00   |
|                         | Cândido Ferreira         | 3     | 0,13 / 100,00   |
| Votos Inválidos         | Votos Inválidos          | 41    | 1,70 / 100,00   |
| Total                   | Total                    | 2 401 | 100,00 / 100,00 |
| Eleitorado/Participação | Eleitorado/Participação  | 4 399 | 54,58 / 100,00  |

#### Joane
| Candidato               | Candidato                | Votos | %               |
| ----------------------- | ------------------------ | ----- | --------------- |
|                         | Marcelo Rebelo de Sousa  | 2 266 | 55,57 / 100,00  |
|                         | António Sampaio da Nóvoa | 924   | 22,66 / 100,00  |
|                         | Marisa Matias            | 414   | 10,15 / 100,00  |
|                         | Maria de Belém Roseira   | 167   | 4,10 / 100,00   |
|                         | Vitorino Silva           | 133   | 3,26 / 100,00   |
|                         | Paulo de Morais          | 68    | 1,67 / 100,00   |
|                         | Edgar Silva              | 45    | 1,10 / 100,00   |
|                         | Henrique Neto            | 30    | 0,74 / 100,00   |
|                         | Jorge Sequeira           | 23    | 0,56 / 100,00   |
|                         | Cândido Ferreira         | 8     | 0,20 / 100,00   |
| Votos Inválidos         | Votos Inválidos          | 70    | 1,69 / 100,00   |
| Total                   | Total                    | 4 148 | 100,00 / 100,00 |
| Eleitorado/Participação | Eleitorado/Participação  | 7 023 | 59,06 / 100,00  |

#### Landim
| Candidato               | Candidato                | Votos | %               |
| ----------------------- | ------------------------ | ----- | --------------- |
|                         | Marcelo Rebelo de Sousa  | 765   | 55,16 / 100,00  |
|                         | António Sampaio da Nóvoa | 382   | 27,54 / 100,00  |
|                         | Marisa Matias            | 99    | 7,14 / 100,00   |
|                         | Maria de Belém Roseira   | 57    | 4,11 / 100,00   |
|                         | Vitorino Silva           | 36    | 2,60 / 100,00   |
|                         | Paulo de Morais          | 14    | 1,01 / 100,00   |
|                         | Henrique Neto            | 13    | 0,94 / 100,00   |
|                         | Edgar Silva              | 11    | 0,79 / 100,00   |
|                         | Cândido Ferreira         | 6     | 0,43 / 100,00   |
|                         | Jorge Sequeira           | 4     | 0,29 / 100,00   |
| Votos Inválidos         | Votos Inválidos          | 25    | 1,77 / 100,00   |
| Total                   | Total                    | 1 412 | 100,00 / 100,00 |
| Eleitorado/Participação | Eleitorado/Participação  | 2 706 | 52,18 / 100,00  |

#### Lemenhe, Mouquim e Jesufrei
| Candidato               | Candidato                | Votos | %               |
| ----------------------- | ------------------------ | ----- | --------------- |
|                         | Marcelo Rebelo de Sousa  | 1 059 | 61,39 / 100,00  |
|                         | António Sampaio da Nóvoa | 327   | 18,96 / 100,00  |
|                         | Marisa Matias            | 159   | 9,22 / 100,00   |
|                         | Maria de Belém Roseira   | 67    | 3,88 / 100,00   |
|                         | Vitorino Silva           | 61    | 3,54 / 100,00   |
|                         | Edgar Silva              | 17    | 0,99 / 100,00   |
|                         | Paulo de Morais          | 17    | 0,99 / 100,00   |
|                         | Jorge Sequeira           | 10    | 0,52 / 100,00   |
|                         | Henrique Neto            | 4     | 0,23 / 100,00   |
|                         | Cândido Ferreira         | 4     | 0,23 / 100,00   |
| Votos Inválidos         | Votos Inválidos          | 38    | 2,15 / 100,00   |
| Total                   | Total                    | 1 763 | 100,00 / 100,00 |
| Eleitorado/Participação | Eleitorado/Participação  | 2 772 | 63,60 / 100,00  |

#### Louro
| Candidato               | Candidato                | Votos | %               |
| ----------------------- | ------------------------ | ----- | --------------- |
|                         | Marcelo Rebelo de Sousa  | 721   | 57,77 / 100,00  |
|                         | António Sampaio da Nóvoa | 285   | 22,84 / 100,00  |
|                         | Marisa Matias            | 96    | 7,69 / 100,00   |
|                         | Maria de Belém Roseira   | 70    | 5,61 / 100,00   |
|                         | Vitorino Silva           | 34    | 2,72 / 100,00   |
|                         | Paulo de Morais          | 19    | 1,52 / 100,00   |
|                         | Jorge Sequeira           | 9     | 0,72 / 100,00   |
|                         | Edgar Silva              | 6     | 0,48 / 100,00   |
|                         | Cândido Ferreira         | 5     | 0,40 / 100,00   |
|                         | Henrique Neto            | 3     | 0,24 / 100,00   |
| Votos Inválidos         | Votos Inválidos          | 28    | 2,20 / 100,00   |
| Total                   | Total                    | 1 276 | 100,00 / 100,00 |
| Eleitorado/Participação | Eleitorado/Participação  | 1 968 | 64,84 / 100,00  |

#### Lousado
| Candidato               | Candidato                | Votos | %               |
| ----------------------- | ------------------------ | ----- | --------------- |
|                         | Marcelo Rebelo de Sousa  | 923   | 48,12 / 100,00  |
|                         | António Sampaio da Nóvoa | 554   | 28,88 / 100,00  |
|                         | Marisa Matias            | 182   | 9,49 / 100,00   |
|                         | Vitorino Silva           | 86    | 4,48 / 100,00   |
|                         | Maria de Belém Roseira   | 82    | 4,28 / 100,00   |
|                         | Edgar Silva              | 35    | 1,82 / 100,00   |
|                         | Paulo de Morais          | 35    | 1,82 / 100,00   |
|                         | Jorge Sequeira           | 11    | 0,57 / 100,00   |
|                         | Henrique Neto            | 8     | 0,42 / 100,00   |
|                         | Cândido Ferreira         | 2     | 0,10 / 100,00   |
| Votos Inválidos         | Votos Inválidos          | 33    | 1,70 / 100,00   |
| Total                   | Total                    | 1 951 | 100,00 / 100,00 |
| Eleitorado/Participação | Eleitorado/Participação  | 3 444 | 56,65 / 100,00  |

#### Mogege
| Candidato               | Candidato                | Votos | %               |
| ----------------------- | ------------------------ | ----- | --------------- |
|                         | Marcelo Rebelo de Sousa  | 557   | 56,43 / 100,00  |
|                         | António Sampaio da Nóvoa | 202   | 20,47 / 100,00  |
|                         | Marisa Matias            | 114   | 11,55 / 100,00  |
|                         | Vitorino Silva           | 41    | 4,15 / 100,00   |
|                         | Maria de Belém Roseira   | 31    | 3,14 / 100,00   |
|                         | Edgar Silva              | 18    | 1,82 / 100,00   |
|                         | Paulo de Morais          | 14    | 1,42 / 100,00   |
|                         | Henrique Neto            | 6     | 0,61 / 100,00   |
|                         | Cândido Ferreira         | 3     | 0,30 / 100,00   |
|                         | Jorge Sequeira           | 1     | 0,10 / 100,00   |
| Votos Inválidos         | Votos Inválidos          | 20    | 1,99 / 100,00   |
| Total                   | Total                    | 1 007 | 100,00 / 100,00 |
| Eleitorado/Participação | Eleitorado/Participação  | 1 750 | 57,54 / 100,00  |

#### Nine
| Candidato               | Candidato                | Votos | %               |
| ----------------------- | ------------------------ | ----- | --------------- |
|                         | Marcelo Rebelo de Sousa  | 806   | 54,90 / 100,00  |
|                         | António Sampaio da Nóvoa | 351   | 23,91 / 100,00  |
|                         | Marisa Matias            | 134   | 9,13 / 100,00   |
|                         | Vitorino Silva           | 65    | 4,43 / 100,00   |
|                         | Maria de Belém Roseira   | 52    | 3,54 / 100,00   |
|                         | Paulo de Morais          | 25    | 1,70 / 100,00   |
|                         | Edgar Silva              | 21    | 1,43 / 100,00   |
|                         | Henrique Neto            | 7     | 0,48 / 100,00   |
|                         | Cândido Ferreira         | 5     | 0,34 / 100,00   |
|                         | Jorge Sequeira           | 2     | 0,14 / 100,00   |
| Votos Inválidos         | Votos Inválidos          | 27    | 1,81 / 100,00   |
| Total                   | Total                    | 1 495 | 100,00 / 100,00 |
| Eleitorado/Participação | Eleitorado/Participação  | 2 616 | 57,15 / 100,00  |

#### Oliveira Santa Maria
| Candidato               | Candidato                | Votos | %               |
| ----------------------- | ------------------------ | ----- | --------------- |
|                         | Marcelo Rebelo de Sousa  | 821   | 46,62 / 100,00  |
|                         | António Sampaio da Nóvoa | 476   | 27,03 / 100,00  |
|                         | Marisa Matias            | 227   | 12,89 / 100,00  |
|                         | Maria de Belém Roseira   | 82    | 4,66 / 100,00   |
|                         | Vitorino Silva           | 68    | 3,86 / 100,00   |
|                         | Edgar Silva              | 44    | 2,50 / 100,00   |
|                         | Paulo de Morais          | 22    | 1,25 / 100,00   |
|                         | Henrique Neto            | 8     | 0,45 / 100,00   |
|                         | Cândido Ferreira         | 7     | 0,40 / 100,00   |
|                         | Jorge Sequeira           | 6     | 0,34 / 100,00   |
| Votos Inválidos         | Votos Inválidos          | 25    | 1,40 / 100,00   |
| Total                   | Total                    | 1 786 | 100,00 / 100,00 |
| Eleitorado/Participação | Eleitorado/Participação  | 3 222 | 55,43 / 100,00  |

#### Oliveira São Mateus
| Candidato               | Candidato                | Votos | %               |
| ----------------------- | ------------------------ | ----- | --------------- |
|                         | Marcelo Rebelo de Sousa  | 577   | 45,87 / 100,00  |
|                         | António Sampaio da Nóvoa | 347   | 27,58 / 100,00  |
|                         | Marisa Matias            | 121   | 9,62 / 100,00   |
|                         | Edgar Silva              | 93    | 7,39 / 100,00   |
|                         | Maria de Belém Roseira   | 59    | 4,69 / 100,00   |
|                         | Vitorino Silva           | 37    | 2,94 / 100,00   |
|                         | Paulo de Morais          | 12    | 0,95 / 100,00   |
|                         | Henrique Neto            | 5     | 0,40 / 100,00   |
|                         | Jorge Sequeira           | 5     | 0,40 / 100,00   |
|                         | Cândido Ferreira         | 2     | 0,16 / 100,00   |
| Votos Inválidos         | Votos Inválidos          | 17    | 1,34 / 100,00   |
| Total                   | Total                    | 1 275 | 100,00 / 100,00 |
| Eleitorado/Participação | Eleitorado/Participação  | 2 376 | 53,66 / 100,00  |

#### Pedome
| Candidato               | Candidato                | Votos | %               |
| ----------------------- | ------------------------ | ----- | --------------- |
|                         | Marcelo Rebelo de Sousa  | 467   | 42,84 / 100,00  |
|                         | António Sampaio da Nóvoa | 308   | 28,26 / 100,00  |
|                         | Marisa Matias            | 129   | 11,83 / 100,00  |
|                         | Edgar Silva              | 63    | 5,78 / 100,00   |
|                         | Maria de Belém Roseira   | 60    | 5,50 / 100,00   |
|                         | Vitorino Silva           | 43    | 3,94 / 100,00   |
|                         | Paulo de Morais          | 9     | 0,83 / 100,00   |
|                         | Jorge Sequeira           | 5     | 0,46 / 100,00   |
|                         | Henrique Neto            | 3     | 0,28 / 100,00   |
|                         | Cândido Ferreira         | 3     | 0,28 / 100,00   |
| Votos Inválidos         | Votos Inválidos          | 14    | 1,27 / 100,00   |
| Total                   | Total                    | 1 104 | 100,00 / 100,00 |
| Eleitorado/Participação | Eleitorado/Participação  | 2 023 | 54,57 / 100,00  |

#### Pousada de Saramagos
| Candidato               | Candidato                | Votos | %               |
| ----------------------- | ------------------------ | ----- | --------------- |
|                         | Marcelo Rebelo de Sousa  | 571   | 48,47 / 100,00  |
|                         | António Sampaio da Nóvoa | 294   | 24,96 / 100,00  |
|                         | Marisa Matias            | 124   | 10,53 / 100,00  |
|                         | Maria de Belém Roseira   | 75    | 6,37 / 100,00   |
|                         | Vitorino Silva           | 50    | 4,24 / 100,00   |
|                         | Edgar Silva              | 30    | 2,55 / 100,00   |
|                         | Paulo de Morais          | 18    | 1,53 / 100,00   |
|                         | Jorge Sequeira           | 10    | 0,85 / 100,00   |
|                         | Cândido Ferreira         | 4     | 0,34 / 100,00   |
|                         | Henrique Neto            | 2     | 0,17 / 100,00   |
| Votos Inválidos         | Votos Inválidos          | 22    | 1,83 / 100,00   |
| Total                   | Total                    | 1 200 | 100,00 / 100,00 |
| Eleitorado/Participação | Eleitorado/Participação  | 2 051 | 58,51 / 100,00  |

#### Requião
| Candidato               | Candidato                | Votos | %               |
| ----------------------- | ------------------------ | ----- | --------------- |
|                         | Marcelo Rebelo de Sousa  | 1 013 | 62,07 / 100,00  |
|                         | António Sampaio da Nóvoa | 331   | 20,28 / 100,00  |
|                         | Marisa Matias            | 125   | 7,66 / 100,00   |
|                         | Vitorino Silva           | 62    | 3,80 / 100,00   |
|                         | Maria de Belém Roseira   | 50    | 3,06 / 100,00   |
|                         | Paulo de Morais          | 20    | 1,23 / 100,00   |
|                         | Edgar Silva              | 13    | 0,80 / 100,00   |
|                         | Henrique Neto            | 7     | 0,43 / 100,00   |
|                         | Jorge Sequeira           | 7     | 0,43 / 100,00   |
|                         | Cândido Ferreira         | 4     | 0,25 / 100,00   |
| Votos Inválidos         | Votos Inválidos          | 27    | 1,62 / 100,00   |
| Total                   | Total                    | 1 659 | 100,00 / 100,00 |
| Eleitorado/Participação | Eleitorado/Participação  | 2 859 | 58,03 / 100,00  |

#### Riba de Ave
| Candidato               | Candidato                | Votos | %               |
| ----------------------- | ------------------------ | ----- | --------------- |
|                         | Marcelo Rebelo de Sousa  | 805   | 45,95 / 100,00  |
|                         | António Sampaio da Nóvoa | 482   | 27,51 / 100,00  |
|                         | Marisa Matias            | 193   | 11,02 / 100,00  |
|                         | Edgar Silva              | 93    | 5,31 / 100,00   |
|                         | Maria de Belém Roseira   | 83    | 4,74 / 100,00   |
|                         | Vitorino Silva           | 49    | 2,80 / 100,00   |
|                         | Paulo de Morais          | 31    | 1,77 / 100,00   |
|                         | Henrique Neto            | 10    | 0,57 / 100,00   |
|                         | Cândido Ferreira         | 4     | 0,23 / 100,00   |
|                         | Jorge Sequeira           | 2     | 0,11 / 100,00   |
| Votos Inválidos         | Votos Inválidos          | 30    | 1,69 / 100,00   |
| Total                   | Total                    | 1 782 | 100,00 / 100,00 |
| Eleitorado/Participação | Eleitorado/Participação  | 3 200 | 55,69 / 100,00  |

#### Ribeirão
| Candidato               | Candidato                | Votos | %               |
| ----------------------- | ------------------------ | ----- | --------------- |
|                         | Marcelo Rebelo de Sousa  | 2 753 | 64,38 / 100,00  |
|                         | António Sampaio da Nóvoa | 697   | 16,30 / 100,00  |
|                         | Marisa Matias            | 319   | 7,46 / 100,00   |
|                         | Vitorino Silva           | 226   | 5,29 / 100,00   |
|                         | Maria de Belém Roseira   | 132   | 3,09 / 100,00   |
|                         | Paulo de Morais          | 57    | 1,33 / 100,00   |
|                         | Edgar Silva              | 39    | 0,91 / 100,00   |
|                         | Henrique Neto            | 24    | 0,56 / 100,00   |
|                         | Jorge Sequeira           | 23    | 0,54 / 100,00   |
|                         | Cândido Ferreira         | 6     | 0,14 / 100,00   |
| Votos Inválidos         | Votos Inválidos          | 90    | 2,06 / 100,00   |
| Total                   | Total                    | 4 366 | 100,00 / 100,00 |
| Eleitorado/Participação | Eleitorado/Participação  | 7 660 | 57,00 / 100,00  |

#### Ruivães e Novais
| Candidato               | Candidato                | Votos | %               |
| ----------------------- | ------------------------ | ----- | --------------- |
|                         | Marcelo Rebelo de Sousa  | 713   | 45,79 / 100,00  |
|                         | António Sampaio da Nóvoa | 456   | 29,29 / 100,00  |
|                         | Marisa Matias            | 159   | 10,21 / 100,00  |
|                         | Maria de Belém Roseira   | 98    | 6,29 / 100,00   |
|                         | Vitorino Silva           | 64    | 4,11 / 100,00   |
|                         | Paulo de Morais          | 22    | 1,41 / 100,00   |
|                         | Edgar Silva              | 21    | 1,35 / 100,00   |
|                         | Henrique Neto            | 11    | 0,71 / 100,00   |
|                         | Jorge Sequeira           | 11    | 0,71 / 100,00   |
|                         | Cândido Ferreira         | 2     | 0,13 / 100,00   |
| Votos Inválidos         | Votos Inválidos          | 35    | 2,20 / 100,00   |
| Total                   | Total                    | 1 591 | 100,00 / 100,00 |
| Eleitorado/Participação | Eleitorado/Participação  | 2 831 | 56,23 / 100,00  |

#### Seide
| Candidato               | Candidato                | Votos | %               |
| ----------------------- | ------------------------ | ----- | --------------- |
|                         | Marcelo Rebelo de Sousa  | 540   | 61,22 / 100,00  |
|                         | António Sampaio da Nóvoa | 170   | 19,27 / 100,00  |
|                         | Marisa Matias            | 78    | 8,84 / 100,00   |
|                         | Maria de Belém Roseira   | 37    | 4,20 / 100,00   |
|                         | Vitorino Silva           | 25    | 2,83 / 100,00   |
|                         | Paulo de Morais          | 8     | 0,91 / 100,00   |
|                         | Jorge Sequeira           | 8     | 0,91 / 100,00   |
|                         | Henrique Neto            | 7     | 0,79 / 100,00   |
|                         | Cândido Ferreira         | 6     | 0,68 / 100,00   |
|                         | Edgar Silva              | 3     | 0,34 / 100,00   |
| Votos Inválidos         | Votos Inválidos          | 21    | 2,33 / 100,00   |
| Total                   | Total                    | 903   | 100,00 / 100,00 |
| Eleitorado/Participação | Eleitorado/Participação  | 1 470 | 61,43 / 100,00  |

#### Vale São Cosme, Telhado e Portela
| Candidato               | Candidato                | Votos | %               |
| ----------------------- | ------------------------ | ----- | --------------- |
|                         | Marcelo Rebelo de Sousa  | 1 744 | 64,26 / 100,00  |
|                         | António Sampaio da Nóvoa | 475   | 17,50 / 100,00  |
|                         | Marisa Matias            | 183   | 6,74 / 100,00   |
|                         | Vitorino Silva           | 117   | 4,31 / 100,00   |
|                         | Maria de Belém Roseira   | 104   | 3,83 / 100,00   |
|                         | Edgar Silva              | 40    | 1,47 / 100,00   |
|                         | Paulo de Morais          | 26    | 0,96 / 100,00   |
|                         | Henrique Neto            | 10    | 0,37 / 100,00   |
|                         | Cândido Ferreira         | 8     | 0,29 / 100,00   |
|                         | Jorge Sequeira           | 7     | 0,26 / 100,00   |
| Votos Inválidos         | Votos Inválidos          | 0     | 0,00 / 100,00   |
| Total                   | Total                    | 2 714 | 100,00 / 100,00 |
| Eleitorado/Participação | Eleitorado/Participação  | 4 814 | 56,38 / 100,00  |

#### Vale São Martinho
| Candidato               | Candidato                | Votos | %               |
| ----------------------- | ------------------------ | ----- | --------------- |
|                         | Marcelo Rebelo de Sousa  | 667   | 59,45 / 100,00  |
|                         | António Sampaio da Nóvoa | 262   | 23,35 / 100,00  |
|                         | Marisa Matias            | 82    | 7,31 / 100,00   |
|                         | Maria de Belém Roseira   | 35    | 3,12 / 100,00   |
|                         | Vitorino Silva           | 28    | 2,50 / 100,00   |
|                         | Paulo de Morais          | 23    | 2,05 / 100,00   |
|                         | Edgar Silva              | 8     | 0,71 / 100,00   |
|                         | Henrique Neto            | 8     | 0,71 / 100,00   |
|                         | Jorge Sequeira           | 6     | 0,53 / 100,00   |
|                         | Cândido Ferreira         | 3     | 0,27 / 100,00   |
| Votos Inválidos         | Votos Inválidos          | 21    | 1,84 / 100,00   |
| Total                   | Total                    | 1 143 | 100,00 / 100,00 |
| Eleitorado/Participação | Eleitorado/Participação  | 1 849 | 61,82 / 100,00  |

#### Vermoim
| Candidato               | Candidato                | Votos | %               |
| ----------------------- | ------------------------ | ----- | --------------- |
|                         | Marcelo Rebelo de Sousa  | 836   | 54,25 / 100,00  |
|                         | António Sampaio da Nóvoa | 407   | 26,41 / 100,00  |
|                         | Marisa Matias            | 124   | 8,05 / 100,00   |
|                         | Vitorino Silva           | 71    | 4,61 / 100,00   |
|                         | Maria de Belém Roseira   | 48    | 3,11 / 100,00   |
|                         | Edgar Silva              | 24    | 1,56 / 100,00   |
|                         | Paulo de Morais          | 14    | 0,91 / 100,00   |
|                         | Henrique Neto            | 13    | 0,84 / 100,00   |
|                         | Cândido Ferreira         | 3     | 0,19 / 100,00   |
|                         | Jorge Sequeira           | 1     | 0,06 / 100,00   |
| Votos Inválidos         | Votos Inválidos          | 29    | 1,84 / 100,00   |
| Total                   | Total                    | 1 570 | 100,00 / 100,00 |
| Eleitorado/Participação | Eleitorado/Participação  | 2 727 | 57,57 / 100,00  |

#### Vila Nova de Famalicão e Calendário
| Candidato               | Candidato                | Votos  | %               |
| ----------------------- | ------------------------ | ------ | --------------- |
|                         | Marcelo Rebelo de Sousa  | 5 269  | 54,83 / 100,00  |
|                         | António Sampaio da Nóvoa | 2 369  | 24,65 / 100,00  |
|                         | Marisa Matias            | 798    | 8,30 / 100,00   |
|                         | Maria de Belém Roseira   | 337    | 3,51 / 100,00   |
|                         | Vitorino Silva           | 280    | 2,91 / 100,00   |
|                         | Paulo de Morais          | 260    | 2,71 / 100,00   |
|                         | Edgar Silva              | 171    | 1,78 / 100,00   |
|                         | Henrique Neto            | 83     | 0,86 / 100,00   |
|                         | Jorge Sequeira           | 26     | 0,27 / 100,00   |
|                         | Cândido Ferreira         | 17     | 0,18 / 100,00   |
| Votos Inválidos         | Votos Inválidos          | 211    | 2,15 / 100,00   |
| Total                   | Total                    | 9 821  | 100,00 / 100,00 |
| Eleitorado/Participação | Eleitorado/Participação  | 17 982 | 54,62 / 100,00  |

#### Vilarinho das Cambas
| Candidato               | Candidato                | Votos | %               |
| ----------------------- | ------------------------ | ----- | --------------- |
|                         | Marcelo Rebelo de Sousa  | 434   | 63,92 / 100,00  |
|                         | António Sampaio da Nóvoa | 113   | 16,64 / 100,00  |
|                         | Marisa Matias            | 49    | 7,22 / 100,00   |
|                         | Vitorino Silva           | 35    | 5,71 / 100,00   |
|                         | Maria de Belém Roseira   | 30    | 4,42 / 100,00   |
|                         | Paulo de Morais          | 6     | 0,88 / 100,00   |
|                         | Jorge Sequeira           | 5     | 0,74 / 100,00   |
|                         | Edgar Silva              | 4     | 0,59 / 100,00   |
|                         | Cândido Ferreira         | 2     | 0,29 / 100,00   |
|                         | Henrique Neto            | 1     | 0,15 / 100,00   |
| Votos Inválidos         | Votos Inválidos          | 10    | 1,45 / 100,00   |
| Total                   | Total                    | 689   | 100,00 / 100,00 |
| Eleitorado/Participação | Eleitorado/Participação  | 1 125 | 61,24 / 100,00  |